# Панов, Виктор Георгиевич
Ви́ктор Гео́ргиевич Пано́в (род. 26 августа 1925, Красноармейский район) — советский и российский философ и книгоиздатель, государственный и политический деятель, специалист в области теории познания. Доктор философских наук (1977), профессор, действительный член РАЕН. 
Директор и главный редактор издательства «Большая Российская энциклопедия» (с декабря 1991 г. по декабрь 1994 г.), а также его правопредшественника — издательства «Советская энциклопедия» (в 1979—1991 гг.). Один из авторов и редакторов «Философского энциклопедического словаря». 

## Биография
Родился в 1925 году в деревне Алабуга Челябинской области.
В 1951 году окончил юридический факультет МГУ имени М. В. Ломоносова.
С 1946 года — на хозяйственной, общественной и политической работе. В 1946—1991 гг. — член КПСС, референт министра, ответственный секретарь редакционно-издательского совета Минвуза СССР и Минвуза РСФСР.
В 1965 году в Московском институте народного хозяйства имени Г. В. Плеханова защитил диссертацию на соискание учёной степени кандидата философских наук по теме «Место и роль общественно-исторического опыта в познавательной и преобразующей деятельности».
В 1977 году в МГУ имени М. В. Ломоносова защитил диссертацию на соискание учёной степени доктора философских наук по теме «Философские проблемы перехода от чувственного к рациональному» (специальность 09.00.01 — диалектический и исторический материализм).
Преподаватель философского факультета МГУ и кафедры философии АН СССР.

### Издательская деятельность
Директор Российского вузовского издательства (Росвузиздат) в 1962—1964 гг., директор издательства «Высшая школа» (1964—1979 гг.), первый заместитель председателя Научно-редакционного совета и директор изд-ва «Советская энциклопедия» (1979—1991 гг.).
В течение 1991 года под руководством Панова происходит реорганизация издательства, которое в марте 1991 года из государственного превратилось в коммерческое, из-за недостаточного финансирования со стороны правительства.
В связи с распадом СССР, 16 декабря 1991 года вместо реорганизованного издательства «Советская энциклопедия» зарегистрировано федеральное государственное унитарное предприятие, научное издательство «Большая Российская энциклопедия» (БРЭ), директором и главным редактором остался Панов. Председателем Научно-редакционного совета издательства остался А. М. Прохоров. Первым заместителем директора издательства стал Горкин Александр Павлович. Заместителями главного редактора стали, кроме Горкина, также доктор медицинских наук Бородулин Владимир Иосифович (1932 года рождения), бывший глава физической редакции «Советской энциклопедии» — кандидат физико-математических наук Гусев Александр Александрович (1919—1994), и бывший глава редакции философии «Советской энциклопедии», кандидат философских наук Ланда Наум Моисеевич (1928—1998). Это были люди высокого уровня общей эрудиции и редакторского мастерства. Заместителем директора по производству стал Артёмов Николай Сергеевич. Заместителем директора по коммерческим вопросам стал Заведецкий Юрий Иванович.
В 1993 году Панов по состоянию здоровья отказался от должности директора, которую занял Горкин Александр Павлович. В декабре 1994 года также Горкин стал новым главным редактором энциклопедии. Тем не менее, Панов продолжал, по мере возможности, участвовать в выпуске энциклопедических справочников по философским наукам.
Умер после 2009 года.

## Научные труды

### Монографии
- Панов В. Г. Чувственное, рациональное, опыт. — М.: Издательство Московского университета, 1976. — 256 с.
- Панов В. Г. Эмоции. Мифы. Разум. — М.: Высшая школа, 1992. — 252 с. ISBN 5-06-002475-X